# 斛律昭仪
斛律昭仪（？—？），朔州敕勒部人，追尊魏景穆帝拓跋晃的夫人。

## 生平
斛律昭仪不见于《魏书·皇后传》，仅见于《魏故比丘尼统慈庆墓志铭》。
浙江大学历史学院特聘副研究员潘敦指出，魏太武帝拓跋焘以来的北魏后宫系统中，昭仪品次仅亚于皇后，高于贵人和椒房。《魏书·景穆十二王传》中所记载诸王生母，可知斛律氏没有生下子嗣。“魏旧太子后庭未有位号，文成即位，景穆宫人有子者，并号为椒房”。斛律氏无子，她的昭仪身份却比诸王生母尊崇，一旦景穆太子拓跋晃即位，很可能是可敦人选。拓跋晃死于正平之变，《皇后传》只记载了魏文成帝拓跋濬生母郁久闾氏，太子后庭中更重要的女性反而没能进入史传。
北京大学中国古代史研究中心教授罗新认为潘敦的推测可以成立，罗新指出魏文成帝即位之后，在追尊景穆帝的同时，也给景穆帝的正妻斛律氏上了昭仪号。景穆帝被尊为皇帝，他的正妻理应被尊为皇后，然而魏孝文帝之前的北魏皇后（可敦）都是经过了“手铸金人”的测试程序，“以成者为吉，不则不得立也”。斛律氏没有机会履行这一测试，因此不得称为皇后。尊为仅次于皇后的昭仪，是斛律氏所能得到的最佳待遇了。